# Carsina undulifera
Carsina undulifera är en fjärilsart som beskrevs av George Francis Hampson 1926. Carsina undulifera ingår i släktet Carsina och familjen nattflyn. Inga underarter finns listade i Catalogue of Life.